# Zoo Zajac

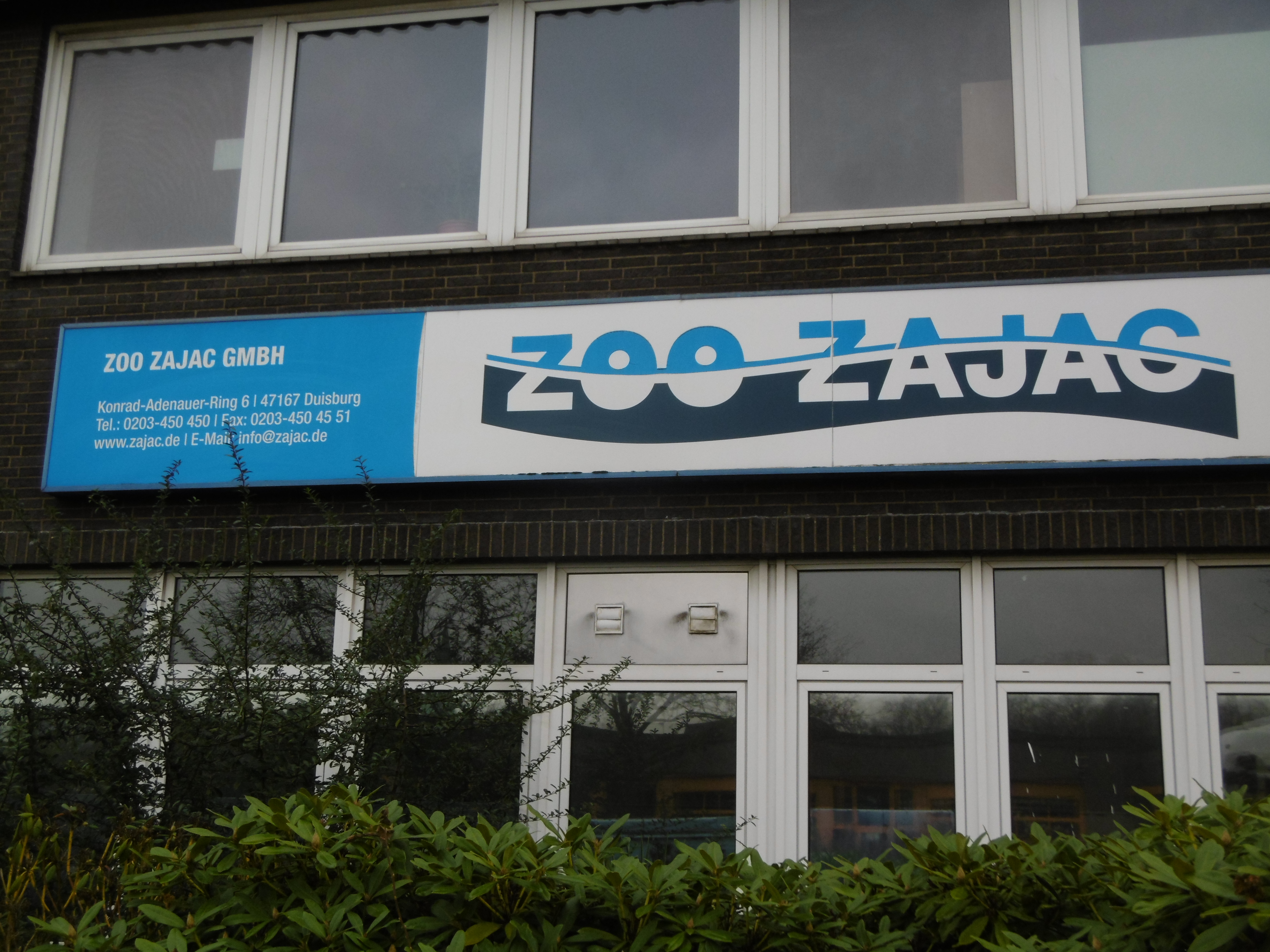
Schild Zoo Zajac (2024)

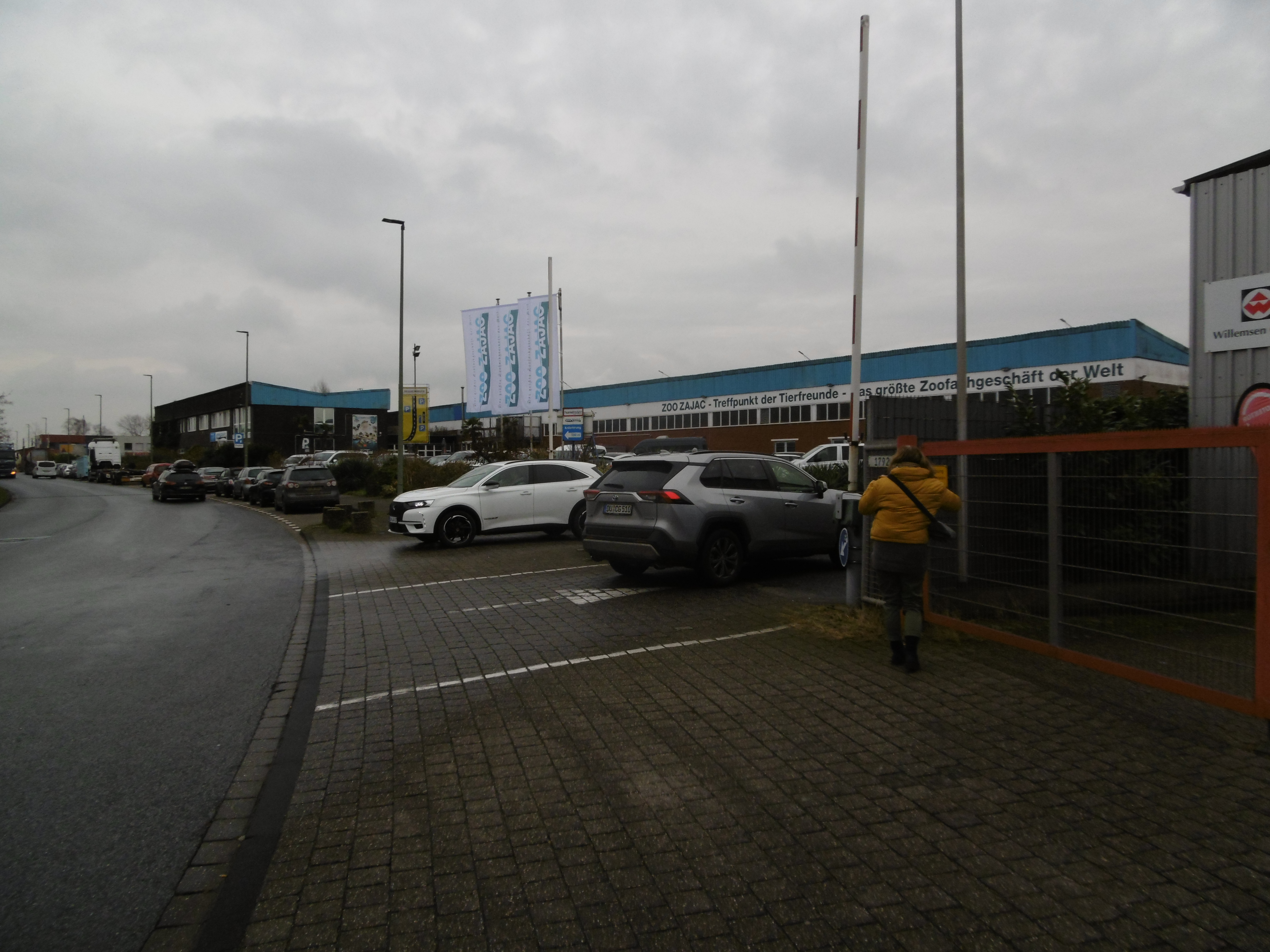
Außenansicht Zoo Zajac (2024)

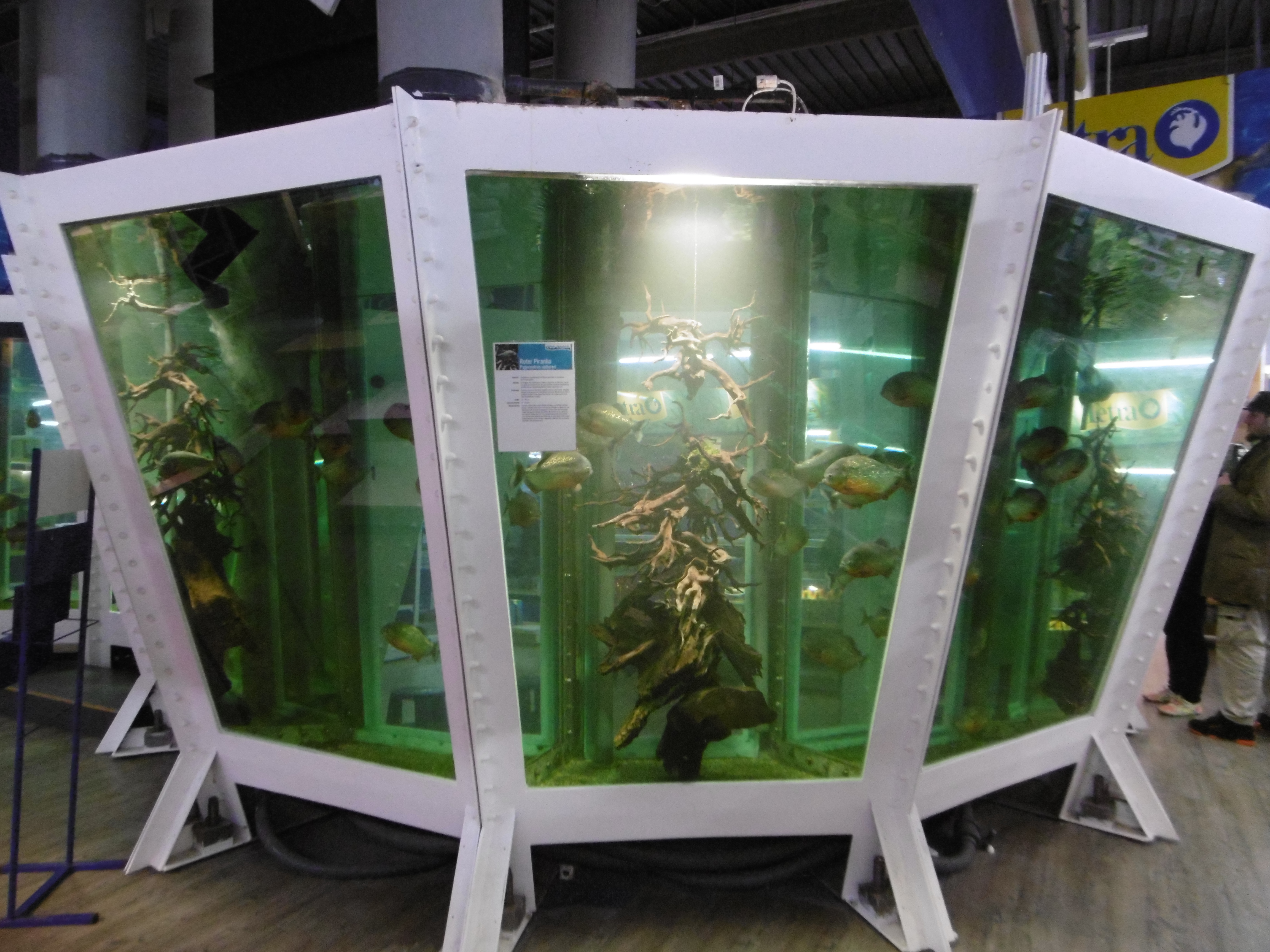
Aquarium mit Roten Piranhas (2024)

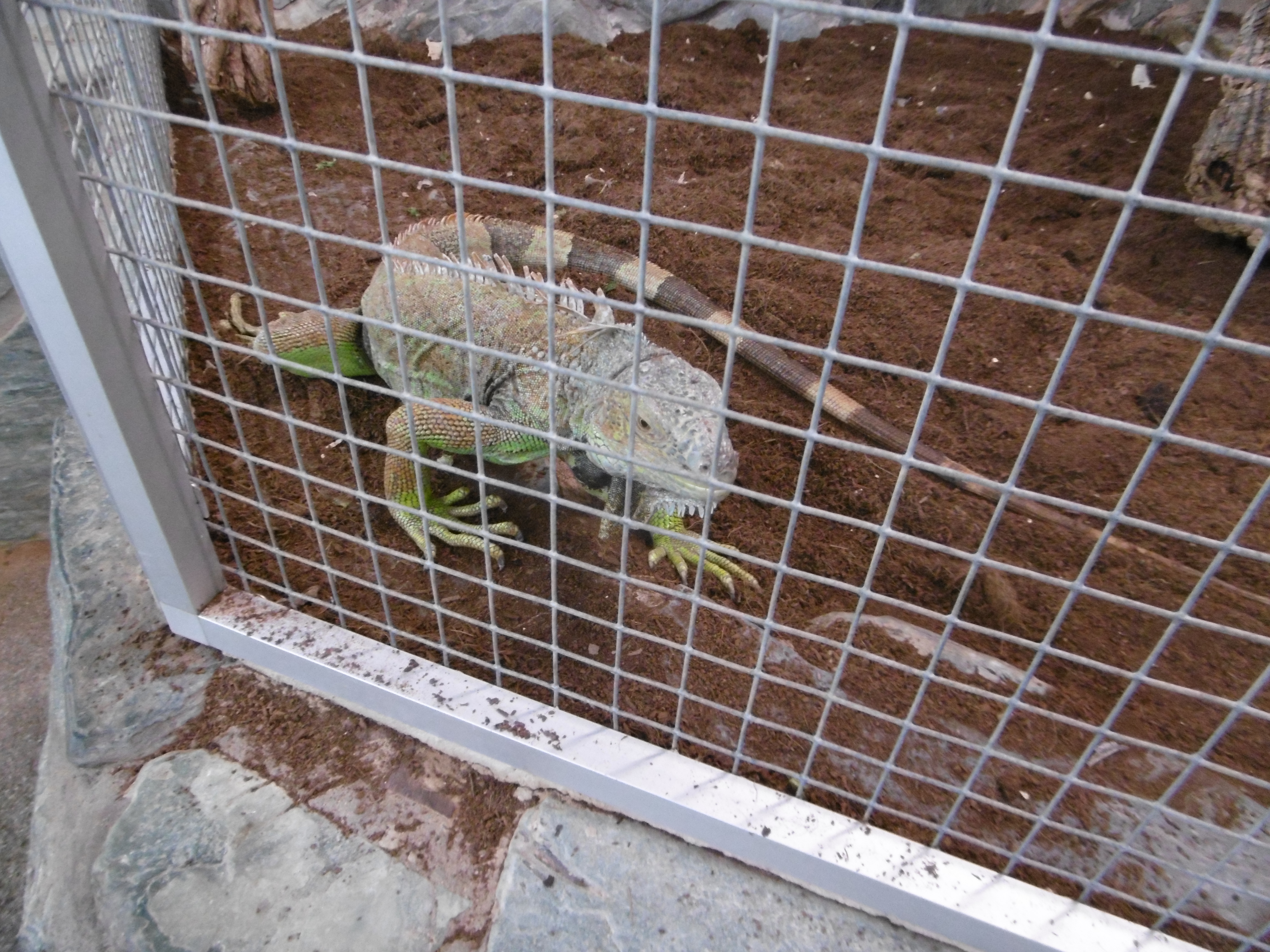
Grüner Leguan im Gehege (2024)

Zoo Zajac in Duisburg-Neumühl war das seinerzeit größte Zoogeschäft der Welt. Die über 13.000 m² große Ladenfläche umfasste über 1000 Aquarien, 70 Teichbecken, 500 Terrarien, 40 Volieren, eine Katzenanlage, 150 Kleinsäuger-Gehege und die nach eigenen Angaben modernste Hundeanlage Europas. 2024 ging man von mehr als 200.000 Tieren bei Zoo Zajac aus.
Am 14. März 2025 schloss das Geschäft.

## Geschichte
Die Brüder Norbert, Wolfgang und Manfred Zajac begannen in der Kindheit mit der Zucht und dem Verkauf von Kleintieren. Vor allem der Handel mit Wellensittichen florierte, als Norbert Zajac auf die Idee kam, ihr Brutgeschäft durch Entzug des Nistkastens hinauszuzögern, sodass sie die örtlichen Zoohandlungen als einziger Züchter auch an Weihnachten mit Jungvögeln beliefern konnten. Durch Anheben des Preises und Aufkauf aller Wellensittiche der Umgebung machte sich der 14-Jährige 1968 zum Monopolisten im Großraum Recklinghausen. Als 1970 die Nachfrage nach Fischen die selbst gezüchteten Bestände übertraf, importierte Zajac Zierfische aus Singapur.
1973 eröffnete Wolfgang Zajac ein Zoogeschäft in Gladbeck, in dem Norbert in seiner Freizeit mitarbeitete. Nach abgeschlossener Lehre zum Stahlbauschlosser übernahm Norbert Zajac zusammen mit Ehefrau Jutta 1975 eine zum Verkauf stehende Zoohandlung in Duisburg-Meiderich. Die zunächst 65 m² große Ladenfläche wurde bis 2004 durch Übernahme benachbarter Räume und Gebäude auf zuletzt 500 m² vergrößert. Als auch diese Fläche zu klein wurde, ließ er 2004 eine leer stehende Fertigungshalle in Neumühl zum Ladenlokal mit zunächst 6000 m² ausbauen. Durch zusätzliche Hallen und das Außengelände wurden es bis 2012 rund 12.000 m². 10 Jahre später sind es nun schon über 13.000 m².
Norbert Zajac starb unerwartet am 13. Dezember 2022 im Alter von 67 Jahren. Er hinterließ seine Ehefrau, mit der er über 40 Jahre verheiratet war, sowie zwei Töchter. Seine Frau führte den Betrieb bis zu Schließung weiter.
Der Jahresumsatz lag bei rund 15 Millionen Euro.

### Expansion
Das 1975 übernommene Zoogeschäft war ein Vollsortimenter mit Hunden, Katzen, Nagetieren, Vögeln, Fischen, Futter und Zubehör. Die vorhandene Aquarienanlage enthielt auch Salzwasserfische, damals noch außergewöhnlich. Zajac erhöhte den Bestand durch Importe und erzielte Bekanntheit durch tägliches Inserieren einer Kleinanzeige, deren Erscheinungsradius er sukzessive vergrößerte.

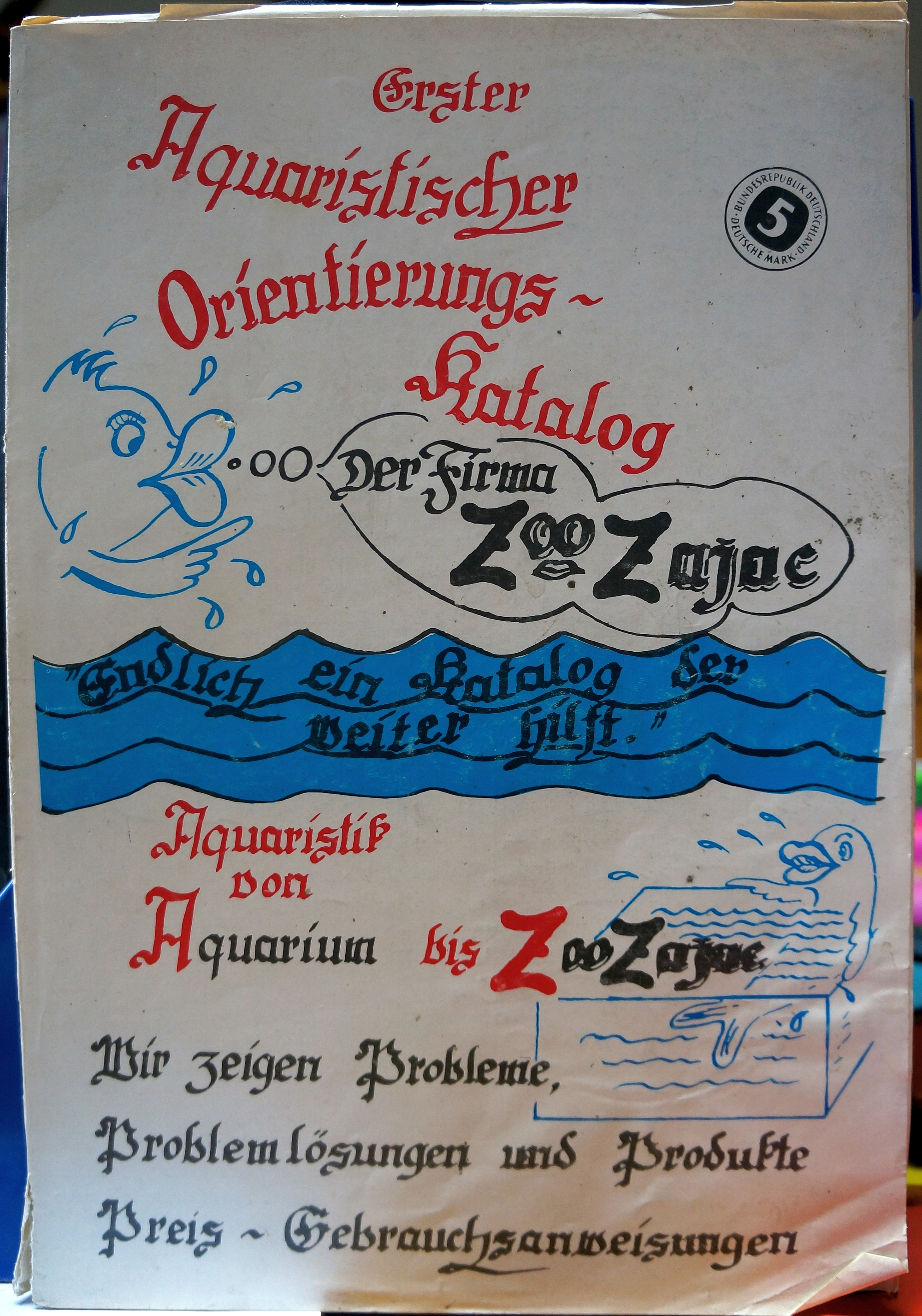
Erster aquaristischer Orientierungskatalog

Später folgte das Versandhandelsgeschäft mit Aquaristikzubehör, darunter auch Eigenentwicklungen. 1999 machte der Versandhandel 70 % des Umsatzes aus, der Ladenverkauf 5 %, das Messegeschäft 15 %. Auch Zajacs Brüder waren mit ihren Ehefrauen inzwischen im Betrieb tätig. Allein aufgrund von Platzmangel mussten die 140 Mitarbeiter in zwei Schichten arbeiten.
Als Norbert Zajac 2003 in einem Interview mit der Lokalpresse andeutete, in einer anderen Stadt nach einer bezahlbaren Immobilie zu suchen, schlug ihm die Stadtspitze Duisburg anderntags mehrere Objekte vor, eines davon war die 2004 bezogene Halle in Duisburg-Neumühl. Der Umsatz hat sich laut Aussage Norbert Zajacs seitdem versiebenfacht und macht 15 Millionen Euro im Jahr aus. 70 % davon leistet der Verkauf, 29 % der Versand (Katalogauflage: 200.000) und 1 % die übrigen Messen. Über eine Million Besucher kommen jährlich zu Zoo Zajac, um insgesamt rund 250.000 Tiere in 3.000 verschiedenen Arten und spezielles Zubehör zu sehen. Rund 200, zum Teil auf einzelne Tiergruppen spezialisierte Mitarbeiter, darunter vier Tierärzte, zwei Biologen, vier Hundetrainer, ein Ingenieur, Kundenberater und Tierpfleger sind im Zoo Zajac beschäftigt.

### Messen
Von 1993 bis 2001 richtete Zoo Zajac den Bereich Zierfische und Aquarium der zweijährlich stattfindenden Aqua-Fisch in Friedrichshafen aus. In den Jahren 2003 bis 2011 organisierte Norbert Zajac auf Wunsch der Messeleitung hier auch die Bereiche Angeln und Fliegenfischen, von 2003 bis 2008 parallel die Messe Tier & Wir in Rheinberg. Geschäftsführerwechsel bei der Messe Friedrichshafen und Uneinigkeiten bei der Preisgestaltung ließen Zajac 2011 aussteigen.
Von 1993 bis 1996 in der Duisburger Mercatorhalle und von 1997 bis 2011 in der Duisburger Kraftzentrale richtete Zoo Zajac parallel eine eigene Messe Zierfische und Aquarium aus.
2005 startete Norbert Zajac in der Duisburger Kraftzentrale zudem die dreitägige Messe Angeln und legte den Termin strategisch vor die beiden etablierten Messen Jagd & Hund in Dortmund sowie boot in Düsseldorf, die ebenfalls Angeln-Sektoren beinhalten. Die Besucherzahlen stiegen zuletzt auf 20.000, die der Aussteller auf 70. Neue Aussteller mussten sich inzwischen auf die Warteliste setzen lassen.
2005 richtete Zoo Zajac als Kooperationspartner der Messe Stuttgart auf der Animal den Bereich Terraristik und Aquaristik aus. Auf der Essener Freizeitmesse Haus und Garten steuerte Zoo Zajac ab 2006 an zwei Tagen den Teilbereich „ZooLIVE“ in einer eigenen Halle bei. Von 2007 bis 2011 veranstaltete Zoo Zajac in der Duisburger Kraftzentrale im zweijährlichen Turnus auch die Internationalen Cichliden  Tage zum Thema Buntbarsche. Ebenfalls in der Duisburger Kraftzentrale richtete Zoo Zajac ab 1996 alle zwei Jahre das Internationale Diskus Championat aus. Bei der weltgrößten Diskusausstellung wurde der Züchter des schönsten Exemplars mit goldenem Pokal und einem Preisgeld in Höhe von 5000 Euro geehrt. 2010 fand das Championat zum letzten Mal statt. Norbert Zajac war laut eigener Aussage frustriert, dass deutsche Aussteller sich zurückzogen, während Show und Preisträger zunehmend aus dem asiatischen Raum stammten. Zudem boten die Aussteller aus Asien ihr Aquaristikzubehör so günstig an, dass in den Wochen nach der Messe bei Zoo Zajac spürbar die Nachfrage einbrach.

### Insolvenz
Am 23. Dezember 2024 wurde über die Medien bekannt, dass Zoo Zajac einen Antrag auf ein vorläufiges Insolvenzverfahren gestellt hat. Das Amtsgericht Duisburg hat dem Antrag stattgegeben und Rechtsanwältin Sarah Wolf zur vorläufigen Insolvenzverwalterin bestellt. Als Gründe für die Insolvenz gab das Unternehmen stark gestiegene Preise für den Wareneinkauf und Tiertransport sowie die erhöhten Energiekosten an. Zudem hätte eine Änderung der Regelungen für die Haltung von Tieren dem Verkauf geschadet, nachdem bestimmte exotische Tierarten aus dem Bestand von Zoo Zajac nicht mehr verkäuflich waren, da sie nicht mehr privat gehalten werden durften. Konkreter Auslöser für den Insolvenzantrag seien dann mehrere gescheiterte Kreditverhandlungen für eine weitere Zwischenfinanzierung gewesen. Maximal hatte das Unternehmen einen Jahresumsatz von 15 Millionen Euro und 2024 rund 150 Arbeitnehmer. Am 17. Februar 2025 begann der Abverkauf, da sich kein Investor fand. Zuletzt gab es Monat für Monat einen Verlust von 50.000 Euro. Das Betriebsgelände mit 13.000 Quadratmeter Fläche war zudem verkauft worden und deshalb hätte das Unternehmen schnell einen neuen Standort finden müssen. Die über 100 Mitarbeiter bekamen Insolvenzgeld der Bundesagentur für Arbeit. Ein Großteil der Tiere war vor dem Abverkauf an Zoos und Tierparks in mehreren Bundesländern gegangen. Am 31. März 2025 sollte die endgültige Schließung erfolgen. Aber aufgrund von großem Interesse konnte die Schließung auf dem 14. März vorgezogen werden. Der WDR kommentierte die Schließung mit "Mit der heutigen Schließung endet eine umstrittene Ära im deutschen Zoohandel."

## Besondere Tierarten

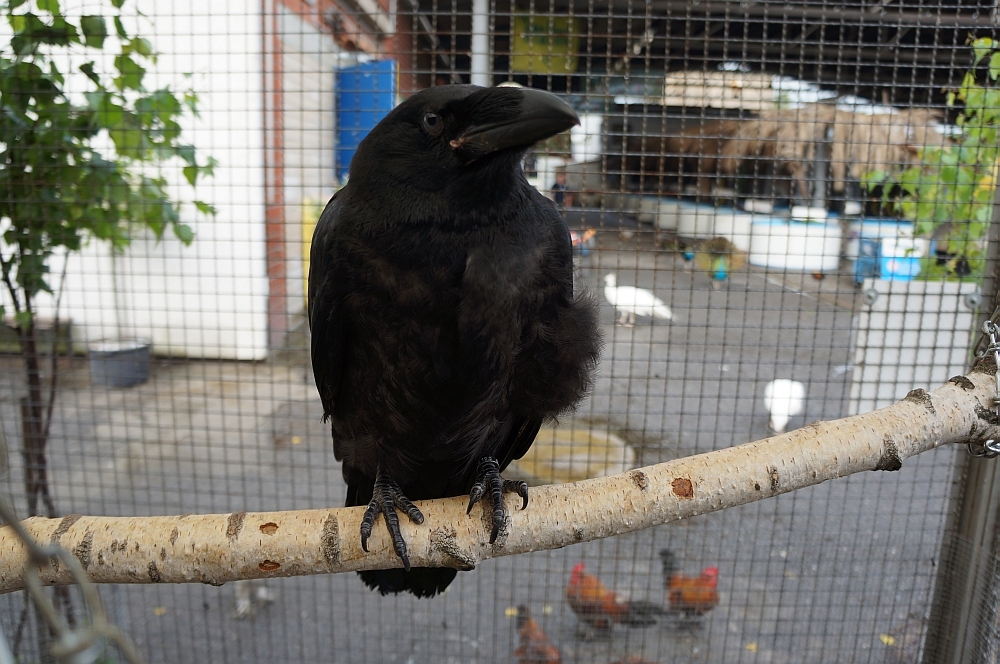
Kolkraben-Jungvogel im Außengelände (2014)

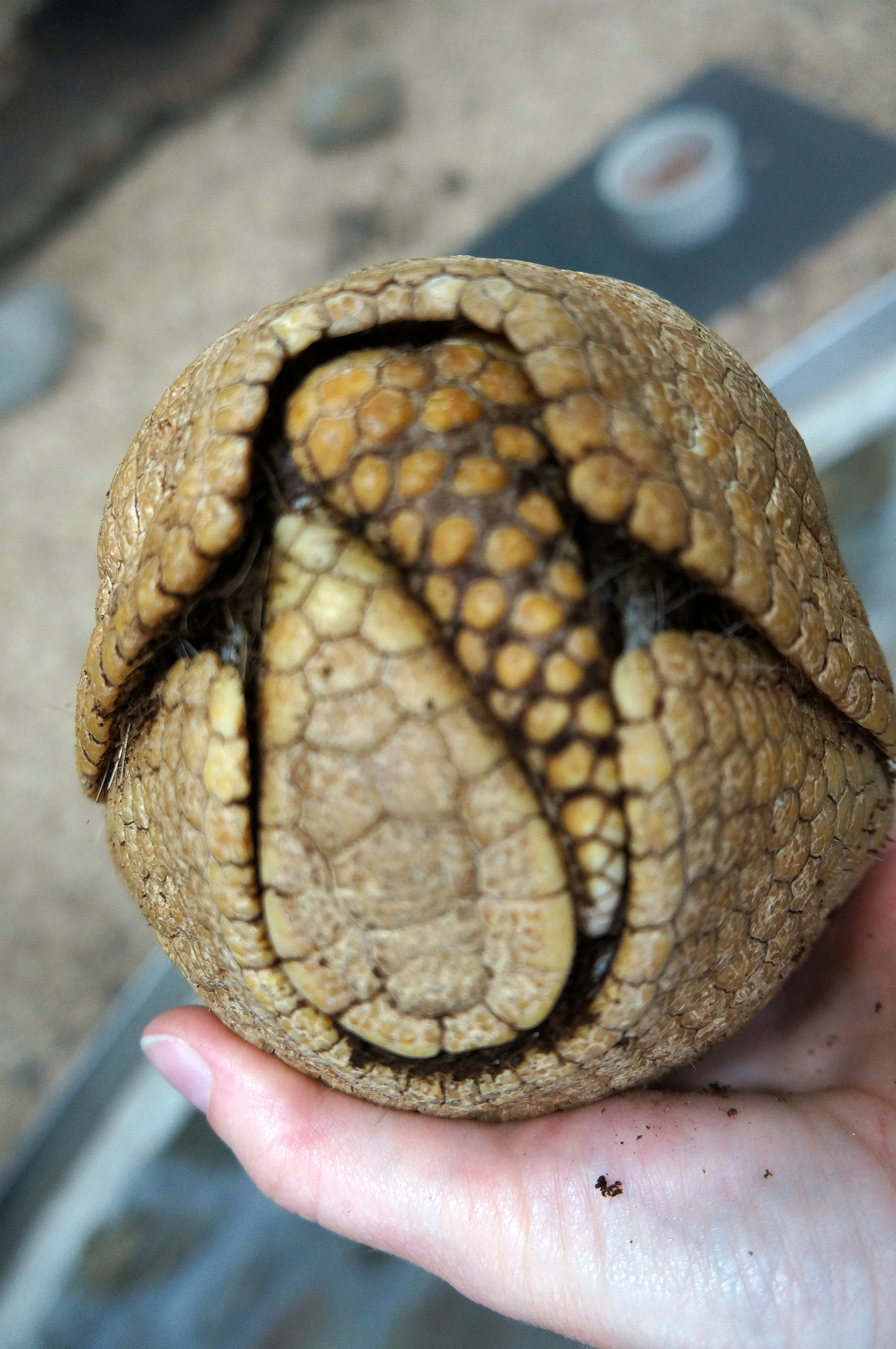
Dreibinden-Kugelgürteltier zusammengerollt (2014)

Der Tierbestand im Zoo Zajac ging weit über den eines gewöhnlichen Zoofachgeschäftes hinaus und war stetigen Änderungen unterworfen. Zum Beispiel wurden Siebenschläfer, Faultiere, Erdmännchen, Kaimane, Albino-Störe, Lisztäffchen, Grünarassaris und andere Tierarten zum Verkauf angeboten.
Auch zoologische Gärten griffen in der Vergangenheit auf Tiere aus dem Zoo Zajac zurück; so erhielten beispielsweise das Berlin-Zoo-Aquarium ein Paar Skorpion-Krustenechsen, andere Tiergärten Kolkraben aus der Aufzucht von Zoo Zajac. Auf einem Außengelände wurden Nutztierrassen wie Hühner (z. B. Ayam-Cemani-Hühner), Gänse, Enten und Pfaue, aber auch Fische für Gartenteiche gehalten.
Zajac stattete auch Fernsehsendungen wie Das unglaubliche Quiz der Tiere, Dschungelcamp oder Abenteuer Leben mit Kleintieren aus.

## Hundeverkauf
Der 2012 gestartete Hundeverkauf rief Protest auf Seiten von Tierschützern hervor. Seit 1991 werden in deutschen Zoogeschäften keine Hunde mehr angeboten. Norbert Zajac stützte sich auf die Genehmigung von Veterinär- und Ordnungsamt gemäß § 11 TierSchG und sah seine nach eigener Aussage rund 800.000 Euro teure Hundeanlage aufgrund übererfüllter Haltungsrichtlinien als die modernste in Europa an. Die 35 m² großen Boxen waren u. a. mit Fußbodenheizung und Sonnenschutzverglasung ausgestattet. Zwei Hundetrainer und ein Tierarzt sicherten die alters- und artgerechte Beschäftigung. Kaufinteressenten wurden nach eigener Aussage bei Gesprächen geprüft, in Einzelfällen auch abgelehnt.
Im August 2023 beendete das Zoogeschäft den Handel mit Hundewelpen.

## Kritik
Das Zoogeschäft stand unter massiver Kritik von Tierschützern wegen des Verkaufs exotischer Tiere. PETA kommentierte am 26. August 2024 die Insolvenz mit: "Wir von PETA Deutschland sehen die Schließung von Zoo Zajac als Erfolg für die Tiere, die über Jahrzehnte als Ware missbraucht und unter den schlimmen Haltungsbedingungen gelitten haben. Wir fordern von den Verantwortlichen, dass sämtliche Tiere über Behörden in gute Hände vermittelt werden und freuen uns, dass die Tierquälerei bei Zajac nun endlich ein Ende hat."
Das Unternehmen polemisierte im Jahr 2020 auf einem Banner am Geschäftsgebäude gegen Gewerkschaften. Dagegen wurde sowohl aus den Reihen der SPD-Landtagsfraktion als auch vom Bündnis Aufstehen öffentlich Kritik geäußert.

## Preise und Auszeichnungen
- 2003: Rhein-Ruhr-Preis „in Würdigung der Verdienste um die Belange der Aquaristik“, verliehen vom Verband Deutscher Vereine für Aquarien- und Terrarienkunde
- 2005: Eintragung ins Guinness-Buch der Rekorde als größte Tierhandlung der Welt[1]
- 2009: Norbert Zajac wird aufgrund seiner unternehmerischen Leistungen vom Bundesverband mittelständische Wirtschaft (BVMW), Landesverband NRW, in den Wirtschaftssenat NRW berufen.
- 2010: Norbert Zajac wird vom BVMW zum Unternehmer des Jahres gekürt.[22]
- 2012: Das Internationale Diskus Championat wird posthum „für besondere Verdienste am Diskus-Buntbarsch“ mit dem „Dr. Herbert R. Axelrod-Ehrenpreis“ gewürdigt.[23]

## Reportagen
- Spiegel TV: Der Supermarkt der Tiere (1/2) auf YouTube, 30. Januar 2021.
- Spiegel TV: Der Supermarkt der Tiere (2/2) auf YouTube, 6. Februar 2021.
- Spiegel TV: Mega-Markt der Tiere (1): Nachschub für die Aquaristik auf YouTube, 18. Juni 2022.
- Spiegel TV: Mega-Markt der Tiere (2): Besuch beim Vogelzüchter auf YouTube, 24. Juni 2022.